# Horní Dvořiště
Horní Dvořiště település Csehországban, a Český Krumlov-i járásban. Horní Dvořiště Vyšší Brod, Dolní Dvořiště, Leopoldschlag és Rainbach im Mühlkreis településekkel határos. Lakosainak száma 461 fő (2024. január 1.).

## Népesség
A település lakosságának változását az alábbi diagram mutatja:
| Lakosok száma | 1038 | 1117 | 1187 | 630  | 612  | 467  | 477  | 475  | 424  | 461  |
|               | 1869 | 1900 | 1921 | 1961 | 1980 | 2011 | 2016 | 2019 | 2021 | 2024 |